# Eusaproecius congolanus
Eusaproecius congolanus là một loài bọ cánh cứng trong họ Bọ hung (Scarabaeidae).